# Le Puits de solitude
Le Puits de solitude (The Well of Loneliness) est un roman anglais de Radclyffe Hall paru en 1928. Dès sa parution, l'œuvre fait scandale pour son sujet, le lesbianisme.

## Contexte
Radclyfe Hall écrit une nouvelle intitulée Mrs Ogilvy finds herself en 1926, qu'elle publie en 1934, racontant l'histoire d'une « femme sexuellement invertie » selon ses termes, qui sert pendant la guerre pour être ensuite reléguée dans l'oubli, et qui finit par se suicider. Cette nouvelle ainsi que son roman Le puits de solitude évoquent le cas de femmes souhaitant vivre leur vie en tant qu'hommes. Il y avait nombre de femmes dans l'entourage de Radclyffe Hall qui changeaient d'identité de genre recourant au travestissement, certaines vivant avec d'autres femmes masculines ou féminines, d'autres passant pour des hommes, d'autres enfin naviguant entre les expressions de genre. Radclyffe Hall et sa compagne Una Troubridge connaissaient Romaine Brooks, Natalie Clifford Barney, Vita Sackville-West (qui s'habillait parfois en homme se faisant appeler « Julien » et inspira à Virginia Woolf le roman Orlando), ainsi que le trio composé d'Edy Craig (fille de l'actrice Ellen Terry), l'écrivain Christopher St John et Clare Atwood (en). La plupart étaient d'origine aristocratique ou bourgeoise, et le récit de leur expérience tombait sous le qualificatif de l'époque d'« inversion sexuelle », les experts médicaux comme Havelock Ellis s'attachant à faire entrer de multiples expression de genre dans les catégories de descriptions binaires qu'ils étaient attachés à faire perdurer. Radclyffe Hall se faisait elle-même appeler « John » et portait souvent des habits d'hommes.
Le Puits de solitude, écrit après la nouvelle Mrs Ogilvy finds herself, est inspiré de la vie de Toupie Lowther (en), une amie de Radclyffe et Troubridge qu'elles ont rencontrée en 1920. Toupie Lowther, une aristocrate d'allure masculine, est connue pour avoir eu une carrière militaire durant la Première Guerre mondiale et dirigé un bataillon d'ambulances. Elle reçut la Croix de guerre et fut décrite en 1919 par la presse comme la première femme à avoir conduit une moto. Radclyffe et Troubridge réparaient leurs voitures avec Lowther, et l'appelaient « Frère », se référant à Lowther avec un pronom masculin.

## Résumé
La protagoniste du livre, Stephen Gordon, est née à la fin de l'ère victorienne dans les collines de Malvern, près de la Severn. Ses parents, issus de la classe supérieure du Worcestershire, attendent un garçon et la baptisent du nom qu'ils avaient déjà choisi. Dès sa naissance, elle est physiquement inhabituelle, un « petit têtard de bébé aux hanches étroites et aux épaules larges ». Elle déteste les robes, veut se couper les cheveux courts et rêve d'être un garçon. À sept ans, elle a le béguin pour une femme de chambre nommée Collins, et est dévastée lorsqu'elle voit Collins embrasser un valet de pied.
Le père de Stephen, Sir Phillip, l'adore ; il cherche à la comprendre à travers les écrits de Karl Heinrich Ulrichs, le premier écrivain moderne à proposer une théorie de l'homosexualité, mais ne partage pas ses découvertes avec Stephen. Sa mère, Lady Anna, est distante, considérant Stephen comme une « reproduction abîmée, indigne et mutilée » de Sir Phillip. À dix-huit ans, Stephen se lie d'amitié avec un Canadien, Martin Hallam, mais est horrifiée lorsqu'il lui déclare son amour. L'hiver suivant, Sir Phillip est écrasé par la chute d'un arbre ; au dernier moment, il tente d'expliquer à Lady Anna que Stephen est un inverti, mais meurt sans y parvenir.
Stephen commence à s'habiller avec des vêtements masculins confectionnés par un tailleur plutôt que par une couturière. À vingt et un ans, elle tombe amoureuse d'Angela Crossby, l'épouse américaine d'un nouveau voisin. Angela utilise Stephen comme un « anodyne contre l'ennui », lui permettant quelques baisers d'écolier. Les deux hommes[pas clair] entretiennent une relation qui, bien que non explicitée, semble avoir un élément sexuel, du moins pour Stephen. Stephen découvre alors qu'Angela a une liaison avec un homme. Craignant d'être exposée, Angela montre une lettre de Stephen à son mari, qui en envoie une copie à la mère de Stephen. Lady Anna dénonce Stephen pour avoir « utilisé le mot amour en rapport avec... ces envies contre nature de ton esprit déséquilibré et de ton corps indiscipliné ». Stephen répond : « Comme mon père vous a aimée, j'ai aimé... C'était bien, bien, bien - j'aurais donné ma vie mille fois pour Angela Crossby ». Après la dispute, Stephen se rend dans le bureau de son père et ouvre pour la première fois sa bibliothèque fermée à clé. Elle trouve un livre de Krafft-Ebing - que les critiques supposent être Psychopathia sexualis, un texte sur l'homosexualité et les paraphilies- et, en le lisant, apprend qu'elle est une invertie.
Stephen s'installe à Londres et écrit un premier roman bien accueilli. Son deuxième roman a moins de succès et son ami le dramaturge Jonathan Brockett, lui-même inverti, l'incite à se rendre à Paris pour améliorer son écriture grâce à une expérience plus complète de la vie. C'est là qu'elle établit son premier et bref contact avec la culture urbaine invertie, en rencontrant l'hôtesse de salon lesbienne Valérie Seymour, une riche américaine qui tient un salon lesbien sur la Rive gauche (ce personnage est inspiré de Natalie Clifford Barney). Pendant la Première Guerre mondiale, elle s'engage dans une unité d'ambulance, et finit par servir au front, où elle reçoit la Croix de guerre. Elle tombe amoureuse d'une jeune conductrice, Mary Llewellyn, qui vient vivre avec elle à la fin de la guerre. Elles s'installent en Espagne dans une villa à Orotava, puis reviennent à Paris. Mary et Stephen prennent graduellement conscience de la force de leur amour. Mais les gens de la bonne société qui les invitaient commencent à les rejeter. Bien qu'elles soient heureuses au début, Mary se sent seule lorsque Stephen retourne à l'écriture. Rejetée par la bonne société, Mary se lance dans la vie nocturne parisienne. Stephen pense que Mary s'endurcit et s'aigrit et se sent impuissante à lui offrir une existence plus normale et plus complète.
Martin Hallam, qui vit désormais à Paris, renoue sa vieille amitié avec Stephen. Avec le temps, il tombe amoureux de Mary. Persuadé qu'il ne peut donner le bonheur à Mary, Stephen prétend avoir une liaison avec Valérie Seymour pour la pousser dans les bras de Martin. Le roman se termine par la supplique d'Étienne à Dieu : « Donne-nous aussi le droit à notre existence ! » (traduction de Léo Lack)..

## Réception
Le roman, refusé par plusieurs éditeurs, paraît en 1928. Un quotidien, le Sunday Express, publie une critique de James Douglas intitulée « Un livre qui doit être interdit » dont le contenu est résumé ainsi « Je préférerais donner à un garçon sain ou à une fille saine une fiole de cyanure d'hydrogène que ce roman »,,. Le ministre de l'Intérieur exige que le livre soit retiré de la vente.
Malgré leur réticence devant la valeur littéraire du roman, plusieurs auteurs, révoltés par ce scandale homophobe, prennent parti pour Radclyffe Hall : Vita Sackville-West, Edward Morgan Forster, Virginia Woolf, ou Arnold Bennett. Le tribunal d'instance de Londres fait comparaître les éditeurs anglais et français du livre. Le juge récuse sans les entendre les avis favorables d'une quarantaine de témoins, et ordonne la destruction du livre, pour obscénité et immoralité,,.
Le roman, interdit en Angleterre, est vendu à un million d'exemplaires aux États-Unis d'Amérique, publié initialement par Pascal Covici, entre 1928 et 1943, avec une préface de Havelock Ellis.

#### Ouvrages
- Michael Baker, Our three selves : the life of Radclyffe Hall, Morrow, 1985 (ISBN 0-688-04385-2, 978-0-688-04385-8 et 0-241-11539-6, OCLC 11971735, lire en ligne).
- Diana Fuss, Inside/out : lesbian theories, gay theories, Routledge, 1991 (ISBN 978-1-135-20092-3, 1-135-20092-0 et 978-0-203-69955-3, OCLC 830323613, lire en ligne).
- Laura L. Doan et Jay Prosser, Palatable poison : critical perspectives on The well of loneliness, Columbia University Press, 2001 (ISBN 0-231-11874-0, 978-0-231-11874-3 et 0-231-11875-9, OCLC 46882628, lire en ligne).
- Florence Tamagne, Histoire de l'homosexualité en Europe Berlin, Londres, Paris : 1919-1939, Éd. du Seuil, dl 2000 (ISBN 2-02-034884-5 et 978-2-02-034884-3, OCLC 708537756, lire en ligne).
- Jack Halberstam, Female masculinity, 2018 (ISBN 1-4780-0270-0 et 978-1-4780-0270-3, OCLC 1026313039, lire en ligne).

#### Articles
- Blanche Wiesen Cook, « "Women Alone Stir My Imagination": Lesbianism and the Cultural Tradition », Signs, vol. 4, no 4,‎ 1979, p. 718–739 (ISSN 0097-9740, lire en ligne, consulté le 23 novembre 2021).
- Gillian Whitlock, « "Everything Is out of Place": Radclyffe Hall and the Lesbian Literary Tradition », Feminist Studies, vol. 13, no 3,‎ 1987, p. 555–582 (ISSN 0046-3663, DOI 10.2307/3177881, lire en ligne, consulté le 23 novembre 2021).